# Honda Vamos
Honda Vamos – mikrovan produkowany od 1999 roku przez firmę Honda. Jest osobową wersją Hondy Acty. Honda Vamos występuje z dwoma silnikami benzynowymi – 0,7 dm³/46 i 0,7 dm³/53 oraz turbodieslem – 0,7 dm³/64.
Wyposażenie seryjne Hondy obejmuje m.in. wspomaganie kierownicy i ABS. Model wielokrotnie modernizowano (2001, 2003, 2005, 2007 i 2010). Od 2003 roku dostępny jest wariant Vamos Hobio.

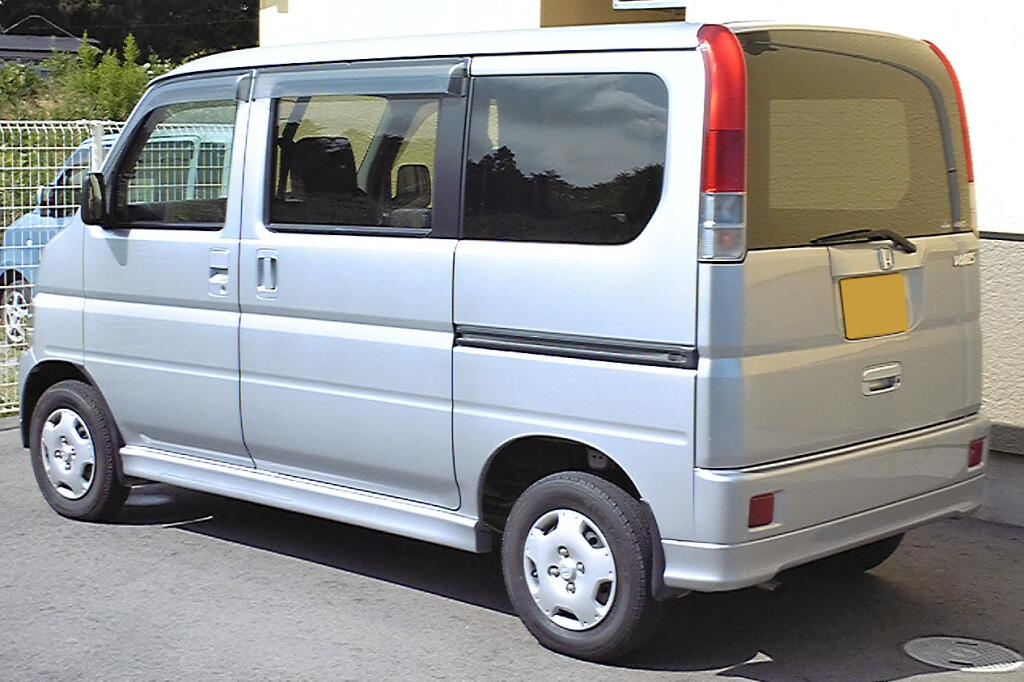
Tył Hondy Vamos
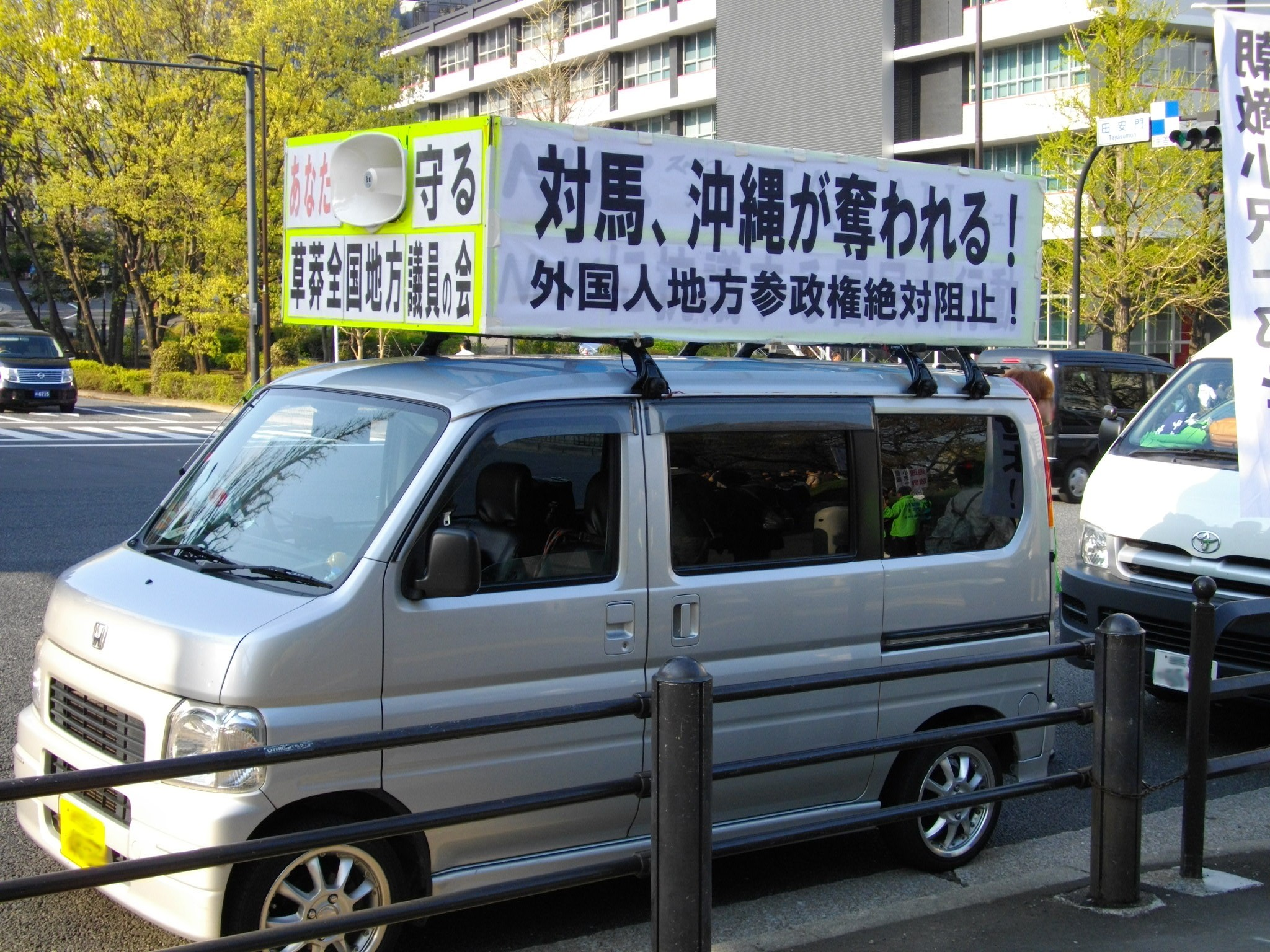
Honda Vamos z rozgłośnią